# Nils Fluur

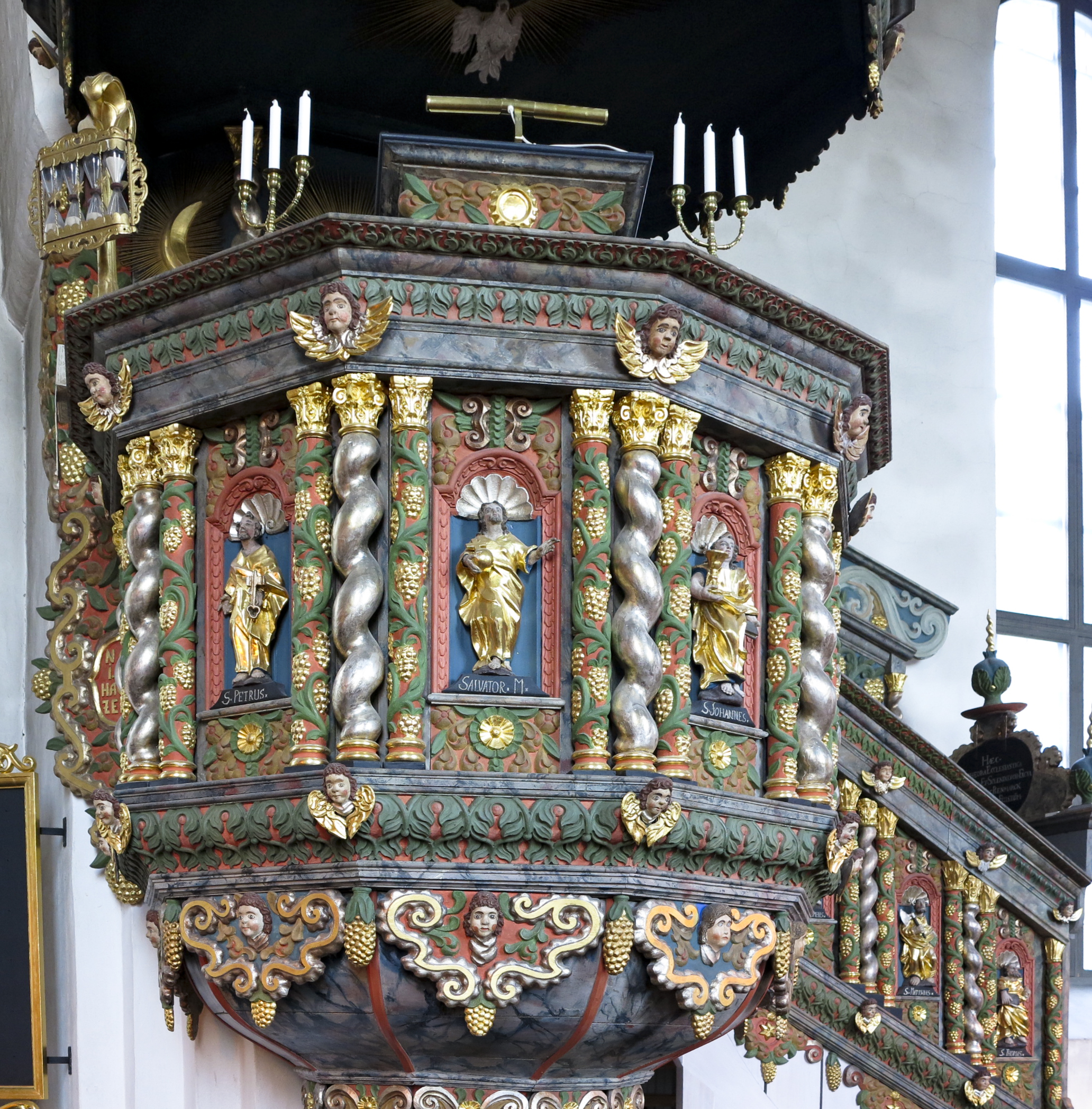
Predikstolen i Nederluleå kyrka utförd av Nils Fluur 1712.

Nils Jacobsson Fluur, född ca 1670 i Anundsjö församling, dödsår okänt, var en träsnidare som tillverkade predikstolar och andra kyrkliga inventarier i övre Norrland under slutet av 1600-talet och fram till 1717. Nils Fluur var svåger till snickaren Erik Olofsson Bring och lärdes troligen upp av honom. År 1694 flyttade Nils Fluur till Piteå och 1697 till Torneå, där han året därpå fick borgarrättigheter som stadssnickare. År 1709 bosatte han sig i Luleå.

## Stil
Nils Fluurs arbeten innehåller influenser från både renässans och barock. Vanliga inslag är musslor, änglahuvuden, vinrankor samt fjäll- och rutmönster. Ibland har hans stil karaktäriserats som broskbarock.

## Verk

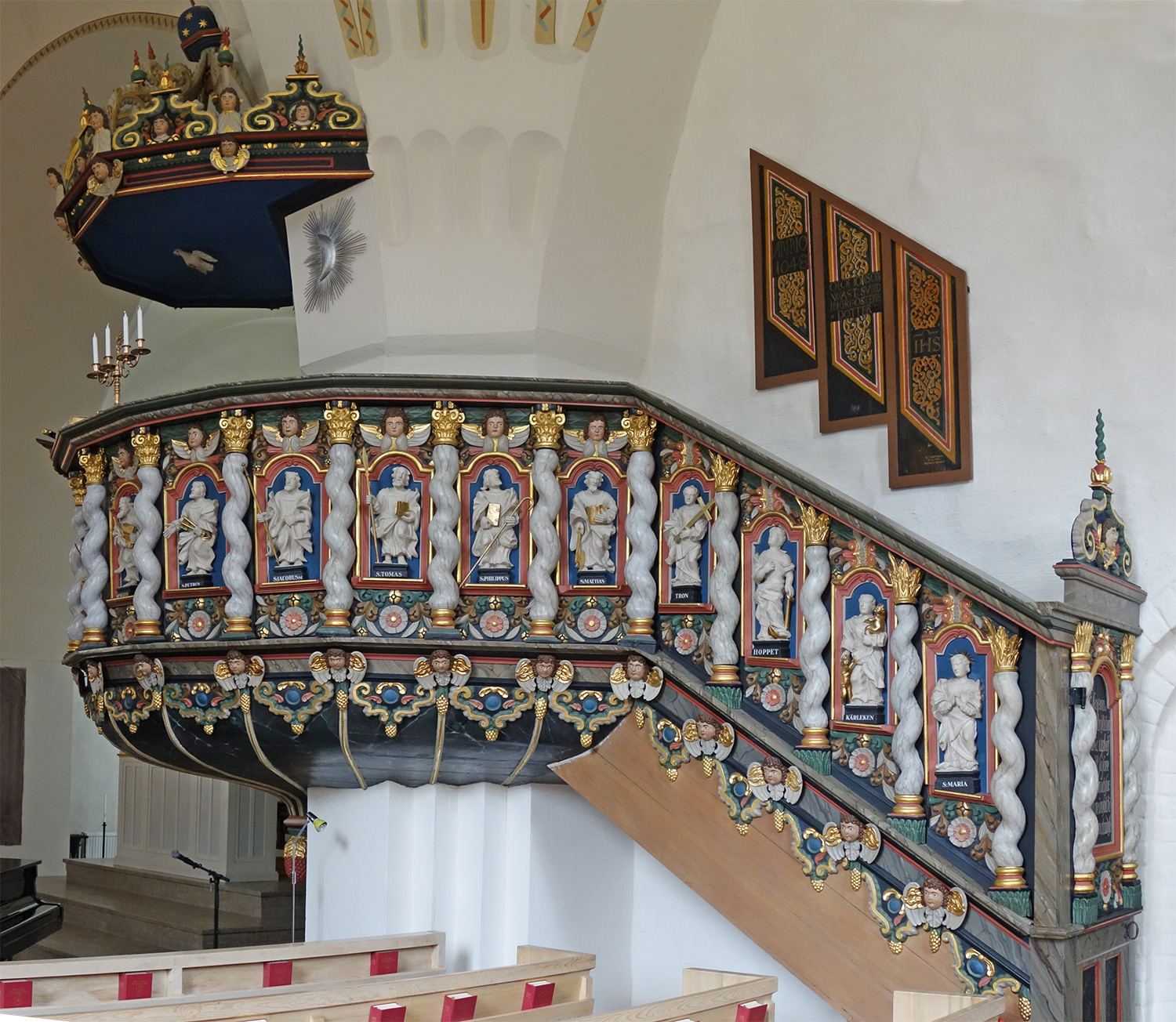
Fluurs predikstol i Öjeby kyrka (f.d. Piteå landsförsamlings kyrka) från 1703

- Predikstolen i Arjeplogs kyrka från 1694 har på stilkritiska grunder attribuerats till Nils Fluur.
- Predikstolen i Nordmalings kyrka, varav endast fragment återstår, anses också ha tillverkats av Nils Fluur.
- Predikstol, korskrank samt omfattning till sakristiedörren i Torneå kyrka i slutet av 1690-talet.
- Predikstol i Piteå stadskyrka 1702.
- Predikstol samt ramar till fröjde- och sorgekväden i Piteå landsförsamlings kyrka 1703.
- Predikstol i Nederluleå kyrka 1712 samt ramar till epitafier och sorgekväden. Nils Fluur utförde ytterligare smärre arbeten i kyrkan fram till 1717.[1]